# 吉托尔尼
吉托尔尼（Ghitorni），是印度德里South West县的一个城镇。总人口9123（2001年）。

## 人口
该地2001年总人口9123人，其中男性5212人，女性3911人；0—6岁人口1373人，其中男776人，女597人；识字率68.95%，其中男性为79.59%，女性为54.77%。